# Patrick Sabongui

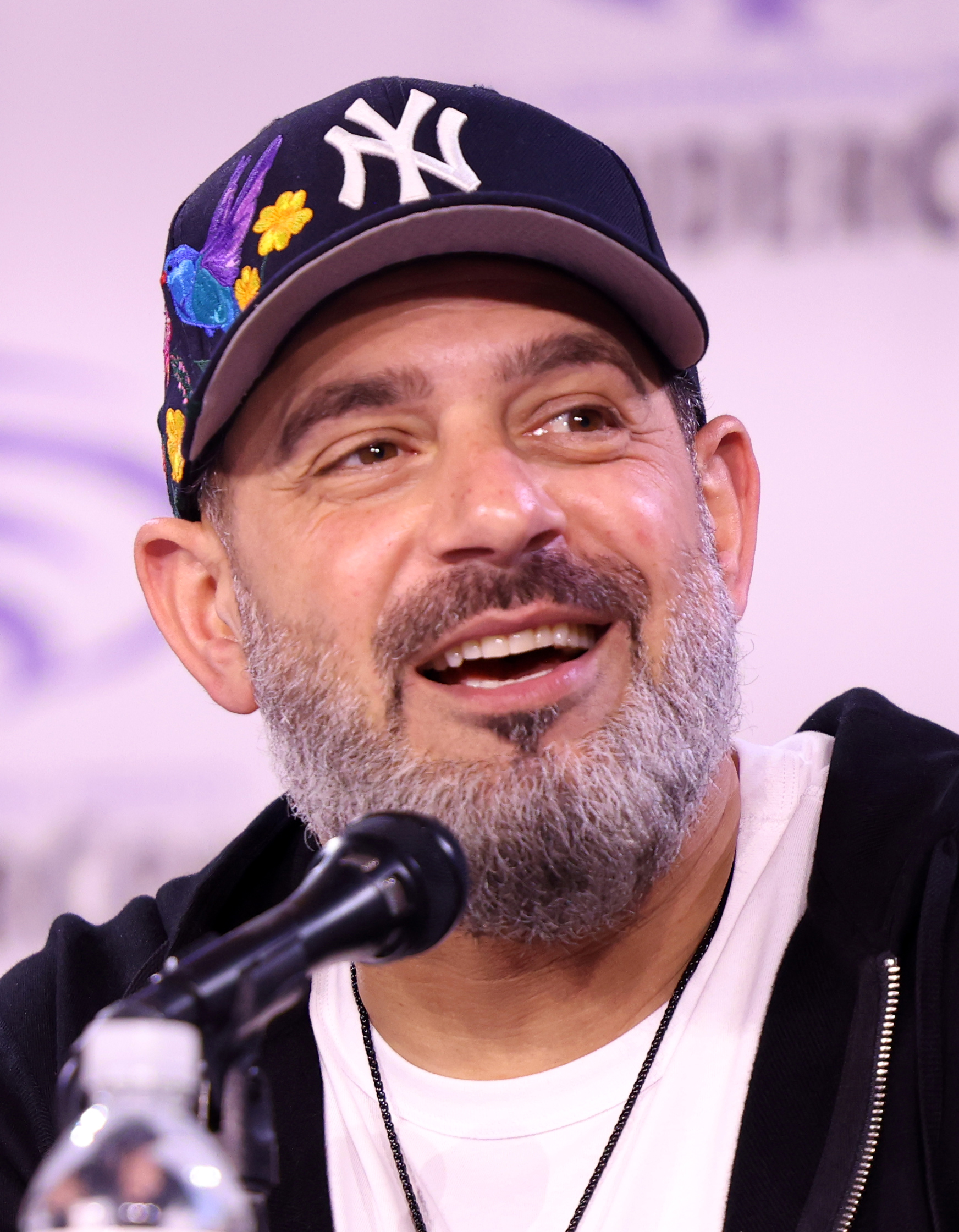
Patrick Sabongui (2025)

Patrick Sabongui (* 9. Januar 1975 in Montreal) ist ein kanadischer Schauspieler. 

## Leben
Sabongui ist seit 2002 als Schauspieler aktiv, bis in die 2010er Jahre hinein vor allem in kleineren Rollen und Auftritten. Seit 2010 spielte Sabongui in vielen bekannten Filmen mit, seine bekanntesten Auftritte hatte er 2013 in White House Down sowie im Folgejahr in Godzilla und Nachts im Museum: Das geheimnisvolle Grabmal und in seiner Rolle als Captain David Singh in The Flash.

## Filmografie (Auswahl)
- 2003: Timeline – Bald wirst du Geschichte sein (Timeline)
- 2006: 300
- 2006, 2008: Stargate Atlantis (Fernsehserien, fünf Episoden)
- 2009: Watchmen – Die Wächter (Watchmen)
- 2009: Whiteout
- 2009: Nora Roberts – Im Licht des Vergessens (High Noon)
- 2009: Merlin und das Schwert Excalibur (Merlin and the Book of Beasts, Fernsehfilm)
- 2011: Recoil
- 2011: Sucker Punch
- 2011: True Justice (Fernsehserie, zwei Episoden)
- 2012: Das gibt Ärger (This Means War)
- 2012: Halo 4: Forward Unto Dawn (Miniserie, fünf Episoden)
- 2012: The Package – Killer Games (The Package)
- 2012–2013: Primeval: New World (Fernsehserie, zwei Episoden)
- 2013: White House Down
- 2013: Almost Human (Fernsehserie, zwei Episoden)
- 2013, 2019: Arrow (Fernsehserie, fünf Episoden)
- 2014: Red Machine – Hunt or Be Hunted (Grizzly)
- 2014: Godzilla
- 2014: Nachts im Museum: Das geheimnisvolle Grabmal (Night at the Museum: Secret of the Tomb)
- 2014: Skin Trade
- 2014–2023: The Flash (Fernsehserie)
- 2015: Red Machine – Hunt or Be Hunted (Into the Grizzly Maze)
- 2015: Dead Rising: Watchtower
- 2015: A World Beyond (Tomorrowland)
- 2015: A Louder Silence
- 2015: Beyond Redemption
- 2015: The Art of More – Tödliche Gier (The Art of More, Fernsehserie, zehn Episoden)
- 2015: Motive (Fernsehserie, eine Episode)
- 2016: Interrogation – Deine Zeit läuft ab! (Interrogation)
- 2016: Warcraft: The Beginning (Warcraft)
- 2017: Homeland (Fernsehserie, sechs Episoden)
- 2017: Drone – Tödliche Mission (Drone)
- 2017: Power Rangers
- 2017: Shooter (Fernsehserie, fünf Episoden)
- 2017: Supergirl (Fernsehserie, Folge 3x08)
- 2018: Predator – Upgrade (The Predator)
- 2019: Mutant Outcasts (Enhanced)
- 2021: Virgin River (Fernsehserie, vier Episoden)
- 2022: Der erste Blick, der letzte Kuss und alles dazwischen (Hello, Goodbye and Everything in Between)